# إرنست كالتينبرونر (لاعب كرة قدم)
إرنست كالتينبرونر (بالألمانية: Ernst Kaltenbrunner)‏ هو لاعب كرة قدم نمساوي، ولد في 5 يونيو 1937، وتوفي في 11 يوليو 1967. لعب مع Wiener AC ‏.